# Isodrepanium lentulum
Isodrepanium lentulum là một loài Rêu trong họ Neckeraceae. Loài này được (Wilson) E. Britton miêu tả khoa học đầu tiên năm 1914.